# Pitron Guillaume
Guillaume Pitron (Párizs, 1980. október 2. –) francia újságíró, író és dokumentumfilm-készítő. Szakterülete a nyersanyag geopolitika.

## Életpályája
Guillaume Pitron az Université Paris-Cité párizsi egyetemen szerzett jogi diplomát, a Georgetowni Egyetemen pedig nemzetközi jogi mesterfokozatot szerzett.
Ügyvéd volt, mielőtt a Le Monde diplomatique, a Geo és a National Geographic Magazine újságírója lett volna.
Számos, a nyersanyagok kiaknázásával kapcsolatos dokumentumfilm rendezője, különösen a „Bumeráng: a csokoládétábla sötét oldala”,  a „Ritka Föld: A piszkos háború” és „A zöld energiák sötét oldala”.
Hat évnyi nyomozás után 2018-ban geopolitikai könyvet adott ki A ritka fémek háborúja: az energiaátmenet és a digitalizáció sötét oldala (La guerre des métaux rares : la face cachée de la transition énergétique et numérique) címmel. Munkássága a ritka fémek felhasználásával kapcsolatos gazdasági, politikai és környezetvédelmi kérdésekre összpontosít. Támogatja a bányák újbóli megnyitását Franciaországban, hogy elkerülje a kellemetlenségeknek a szomszédos országokba és kontinensekre történő exportját, valamint hogy fenntartsa a felelősségteljes gondolkodást az energiaátállás következményeiért.

## Magyarul megjelent művei
- Ritkafémek háborúja. A tiszta energia és a digitális technológiák sötét oldala; ford. Dobosi Angéla; Pallas Athéné, Budapest, 2023

## Díjai
- 2017-es Erik Izraelewicz Gazdasági Felmérési Díj a Le Monde diplomatique-ban megjelent, Erdő(ki)árusítás című kiadványért[5]
- 2018-as Robertval Media Coup de cœur-díj
- 2018-as Economy Book Price az A ritka fémek háborúja: az energiaátmenet és a digitalizáció sötét oldala című könyvéért[6]
- 2019-es Turgot-díj a 2018-as év legjobb pénzügyi közgazdasági könyvéért [7]

## Bibliográfia
- A ritka fémek háborúja: az energia és a digitális átmenet rejtett arca, Scribe, London,  angol nyelvre ford. Bianca Jacobsohn, 2020, 288 o.ISBN 978-1-912-85426-4
- The Dark Cloud: The Hidden Costs of the Digital World, Scribe, London, ang. fordítás Bianca Jacobsohn, 2023, 304 o. ISBN 978-1-957-36301-1

## Fordítás
- Ez a szócikk részben vagy egészben  a   Guillaume Pitron című angol Wikipédia-szócikk ezen változatának fordításán alapul.  Az eredeti cikk szerkesztőit annak laptörténete sorolja fel. Ez a jelzés csupán a megfogalmazás eredetét és a szerzői jogokat jelzi, nem szolgál a cikkben szereplő információk forrásmegjelöléseként.